# Filmografia de Jacqueline Scott

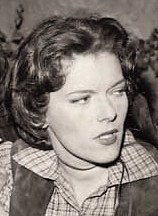
Scott na série de TV Bat Masterson, episódio '"The Black Pearls" (1959).

Esta é a filmografia da atriz Jacqueline Scott (1 de janeiro de 1932 – 23 de julho de 2020). Ela apareceu em mais de 100 longas-metragens, séries de televisão e nos palcos da Broadway entre 1956 e 2009. Ela se apresentou em gêneros de faroeste, dramas e ficção científica (incluindo The Twilight Zone ). Ela já foi chamada de "The Youngest Old-Timer in Business" (A mais jovem veterana nos negócios) pelo TV Guide devido ao fato de que ela contracenou com a maioria de todos os atores relevantes de sua época ao longo dos anos 1950 até os anos 1970. 

## Aparições no cinema e na TV

### década de 1950
- 1956: Armstrong Circle Theatre (TV Series) como Emese Iszak
- 1957: The Kaiser Aluminum Hour (TV Series) como Donna / Ruth Asher
- 1957: Navy Log (TV Series) como WAC / Celia
- 1957: Robert Montgomery Presents (TV Series) como Toni Warden
- 1958: Mike Hammer (TV Series) como Vivian Banner
- 1958: The Loretta Young Show (TV Series) como Diane Warrington
- 1958: Matinee Theatre (TV Series)
- 1958: State Trooper (TV Series) como Betty Landers
- 1958: Steve Canyon (TV Series) como Pat Hammer
- 1958: Macabre como Polly Baron - Nurse
- 1958: Flight (TV Series)
- 1958: 77 Sunset Strip (TV Series) como Nancy Devere
- 1958: The Sheriff of Cochise (TV Series)
- 1958-1960: Perry Mason (TV Series) como Kathi Beecher / Sally Wilson / Amelia Armitage
- 1958-1960: U.S. Marshal (TV Series) como Doris Reeves / Mrs. Ben Tyler / Joan
- 1958-1963: Have Gun - Will Travel (TV Series) como Nora Larson / Amanda - Crowbait's Daughter / Claire LaDoux / Stacy Neal / Tildy Buchanan
- 1959: Zane Grey Theater (TV Series) como Jenny Carter
- 1959: Schlitz Playhouse (TV Series)
- 1959: Bat Masterson (TV Series) como Teresa Renault / Carol Otis
- 1959: Richard Diamond, Private Detective (TV Series) como Jan Smith
- 1959-1960: Goodyear Theatre (TV Series) como Helen Morris / Ann Harper
- 1959-1972: Gunsmoke – Various Roles, 8 episodes

### década de 1960
- 1960: Johnny Midnight (TV Series) como Lynn
- 1961: Dante (TV Series) como Helen Rogers
- 1961: The Life and Legend of Wyatt Earp (TV Series) como Beth Grover
- 1961: The Detectives (TV Series) como Mrs. Halstead
- 1961: Cain's Hundred (TV Series) como Helen
- 1961: Target: The Corruptors (TV Series)
- 1961-1962: Adventures in Paradise (TV Series) como Adrian Crandall / Betts Forbes
- 1961-1968: Lassie (TV Series) como Miss Ridgeway / Cora Young
- 1962: Route 66 (TV Series) como Midge Duran
- 1962: Alcoa Premiere (TV Series) como Oralee Dunlap
- 1962: House of Women como Mrs. Stevens
- 1962: Wide Country (TV Series) como Ella Bennett
- 1962: The Virginian (TV Series) como Melissa Tatum
- 1962: Stoney Burke (TV Series) como Leora Dawson
- 1962-1963: Laramie (TV Series) como Ellen / Stacey Bishop / Francie
- 1962-1965: Bonanza (TV Series) como Joy Dexter / Willa Cord / Kathie
- 1963: Ben Casey (TV Series) como Ruth Stratton
- 1963: The Twilight Zone (TV Series) como Helen Gaines
- 1963: G.E. True (TV Series) como Gloria Price
- 1963: The Untouchables (TV Series) como Lorna Shaw
- 1963: The Alfred Hitchcock Hour (TV Series) como Susan Marsh
- 1963: The Eleventh Hour (TV Series) como Florence Green
- 1963: Temple Houston (TV Series) como Kate Hagadorn
- 1963: Channing (TV Series) como Irene Kobitz
- 1963-1964: The Outer Limits (TV Series) como Dr. Alicia Hendrix / Carol Maxwell
- 1964: The Great Adventure (TV Series) como Eliza Waterhouse
- 1964-1967: The Fugitive (TV Series) como Donna Kimble Taft (Recurring role, 5 episodes)
- 1966: Run for Your Life (TV Series) como Dorothy Baker
- 1966-1973: The F.B.I. (TV Series) como Patricia / Joan Graves / June Munger / Karen Mason
- 1967-1972: Insight (TV Series) como Anne / Meg Anderson
- 1968: Firecreek como Henrietta Cobb
- 1969: The Guns of Will Sonnett (TV Series) como Emily Damon
- 1969: Judd for the Defense (TV Series) como Leigh Dawes / Beth Stratton
- 1969: Here Come the Brides (TV Series) como Linda
- 1969: Death of a Gunfighter como Laurie Mills

### década de 1970
- 1970: Smoke (TV Movie) como Fran Fitch
- 1970: CBS Playhouse (TV Series) como Cassie
- 1970: Mission: Impossible (TV Series) como Cynthia Owens
- 1970: The Immortal (TV Series) como Alpha Henderson
- 1970: Men at Law (TV Series) como Dixie Hines
- 1971: The New Dick Van Dyke Show (TV Series) como Sister Bernadette
- 1971: Duel (TV Movie) como Mrs. Mann
- 1971: Marcus Welby, M.D. (TV Series) como Mariam Garsen
- 1972: Cannon (TV Series) como  Sally Dixon
- 1972: Owen Marshall, Counselor at Law (TV Series) como Elaine Andrews
- 1972-1973: Ironside (TV Series) como April Morris / Felice Evans
- 1972-1974: The Streets of San Francisco (TV Series) como Nina Shaffer / Emily Rankin
- 1973: The Rookies (TV Series) como Rita King
- 1973: Charley Varrick como Nadine
- 1973: The New Perry Mason (TV Series) como Arlene Pagan
- 1973: Outrage (TV Movie) como Mrs. Chandler
- 1974: Medical Center (TV Series) como Lorilei
- 1974: Planet of the Apes (TV Series) como Kira / Zantes
- 1975: Lucas Tanner (TV Series) como Ardis Leversee
- 1975-1978: Barnaby Jones (TV Series) como Verna Compton / Gwen Reynolds / Mrs. Albin
- 1976: Starsky and Hutch (TV Series) como Evelyn Rankin
- 1976: The Blue Knight (TV Series) como Ida
- 1977: The Ghost of Cypress Swamp (TV Movie) como Aunt Louise
- 1977: Empire of the Ants como Margaret Ellis
- 1977: Telefon como Mrs. Hassler
- 1978: CHiPs (TV Series) como Ethyl
- 1978: Police Woman (TV Series) como Kathleen
- 1979: How the West Was Won (TV Series) como Mrs. Ferguson
- 1979: Salvage 1 (TV Series) como Lorene

### década de 1980
- 1981: A Matter of Life and Death (TV Movie) como Sally Lyons
- 1981: Trapper John, M.D. (TV Series) como Ellie Ryker
- 1981: Vega$ (TV Series) como Louise Cornell
- 1982: Code Red (TV Series) como Mrs. Willis
- 1982: Jinxed! como Woman Bettor
- 1983: Lottery! (TV Series) como Molly
- 1984: Riptide (TV Series) como Wanda Wise
- 1985: Crazy Like a Fox (TV Series)
- 1987: The Bold and the Beautiful (TV Series) como Ruth Wilson (Recurring role, 4 episodes)
- 1987: L.A. Law (TV Series) como Mrs. Crawford

### década de 1990
- 1991: Justiça igual (série de TV) como Juiz Naisbett
- 1991: Switched at Birth (TV Mini-Series) como Ruth Mays

### anos 2000
- 2004: Cold Case (série de TV) como Sally Bower (2003)
- 2009: Sugar Boxx como Irene Guilly (papel final do filme)